# فراورده جنگلی غیرچوبی

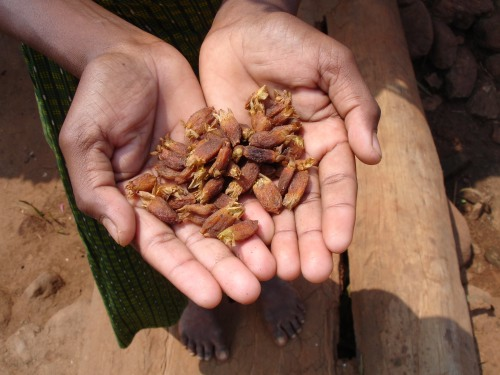
گل‌های خشک ماهوا

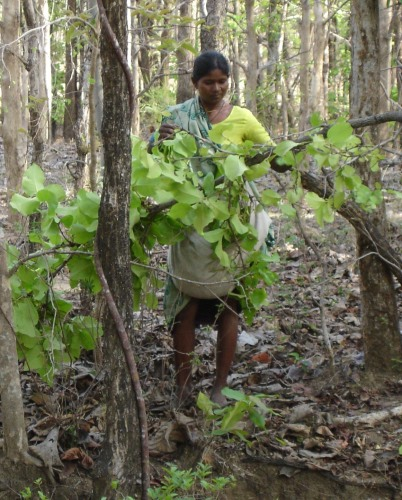
مجموعه تندو پاتا (برگ).

فراورده‌های جنگلی غیرچوبی یا محصولات جنگلی غیرچوبی (به انگلیسی: Non-timber forest products)، غذاها، مواد و/یا کالاهای مفیدی هستند که از جنگل‌هایی غیر از الوار به دست می‌آیند. محدوده برداشت از جمع‌آوری وحشی تا کشاورزی است. آنها معمولاً شامل جانوران شکارشونده، خزدارها، آجیل، دانه‌ها، توت‌ها، سته‌ها، قارچ‌ها، روغن‌ها، شیره‌ها شاخ و برگ‌ها، گردوخاک، گیاهان دارویی، ذغال‌سنگ نارس، ماست، چوب هیزم، ماهی، حشرات، ادویه‌ها و علوفه هستند. مفاهیم همپوشانی شامل فراورده‌های جنگلی غیرچوبی (NWFPs) , فراورده‌های جنگلی وحشی، فراورده‌های جنگلی جزئی، فراورده‌های جنگلی ویژه، جزئی، جایگزین و فرعی.